# Jorge Américo Spedaletti
Jorge Américo Spedaletti González (Rosario, 24 de septiembre de 1947-Santiago de Chile, 10 de junio de 2022) fue un futbolista y entrenador argentino, naturalizado chileno en 1974. Fue uno de los doce jugadores naturalizados que han jugado por la selección chilena de fútbol. 

## Trayectoria

### Como futbolista
Inició su carrera en Argentina, a los dieciséis años, jugando en las divisiones inferiores de Gimnasia y Esgrima de La Plata. Comenzó en inferiores jugando en su ciudad natal en Morning Star y Newell's Old Boys antes de llegar a Gimnasia. Jugó 44 partidos y marcó diez goles en la primera de Gimnasia entre septiembre de 1965 y diciembre de 1968 y fue campeón del torneo Promocional de 1967. En 1969 pasó a la Universidad de Chile, luego de que el conjunto laico fuera a jugar partidos amistosos a Mendoza, en donde defendió la camiseta azul, generando una buena impresión en el entrenador Ulises Ramos, que recomendó su contratación. En el club laico estuvo hasta 1973, siendo campeón en 1969, logrando quitarle el puesto al histórico Carlos Campos (El Tanque). 
Pasó posteriormente a Unión Española, uno de los más poderosos de la época, en el que dirigido por Luis Santibáñez logró nuevamente el título nacional, y participó en el equipo que perdió la final de la Copa Libertadores de 1975, frente a Independiente. En 1976 fue transferido a Everton, donde junto a jugadores de la talla de Sergio Ahumada, Mario Galindo, Mario Salinas y Leopoldo Vallejos, logró nuevamente otro campeonato nacional, que se obtiene en una final contra su anterior equipo. En 1978 volvió a Universidad de Chile, pero sin el éxito de su paso anterior. Sus últimas temporadas como profesional las pasó en Everton (1979 y 1981), Deportes Concepción (1980) y Deportes Antofagasta (1982), club en el que se retiró, jugando en Segunda División, a los treinta y tres años.

### Como entrenador
Tras su retiro como futbolista profesional volvió a su país natal, donde trabajó como taxista. A finales de la década de los 80 regresó a Chile, donde hizo los cursos de entrenador. En 1990 asumió como ayudante técnico de Fernando Cavalleri en Deportes Concepción, cargo que repitió posteriormente en Cobreloa (1991) y Palestino (1992). Entre 1993 y 1998 integró el equipo técnico de Unión Española, a cargo de Nelson Acosta, siendo encargado de las divisiones inferiores y ayudante técnico. Durante un breve lapso, en 1996, se hizo cargo interinamente del primer equipo rojo. Posteriormente volvió a Argentina, y en 2001 asumió como director técnico del desaparecido Cristo Salva, equipo de cuarta división, con el que logró el ascenso, tras lograr el subcampeonato.

### Accidente
El domingo 6 de octubre de 2002, cayó desde el tercer piso del edificio que residía, en Bustamante con Irarrázaval, al tratar de ingresar desde un departamento colindante, producto de haber olvidado las llaves. La caída, a una altura equivalente a cerca de 8 metros, tiene como consecuencia un TEC cerrado grave con pérdida de conciencia, hemorragia nasal y contusión pulmonar, quedando en peligro de muerte. Con el fin de recaudar fondos para su recuperación los equipos de Unión Española y Universidad de Chile jugaron un partido amistoso el 22 de octubre de 2002, el que fue ganado por los rojos de Santa Laura por 5-1, con goles de Juan Pablo Úbeda (3), Fernando Vergara y Héctor Aldea, mientras que para los azules descontó Marcelo Corrales. En dicho encuentro se recaudaron $5,2 millones. El 18 de noviembre de 2002 salió del hospital. Posteriormente, en abril de 2004 recibió una pensión de gracia del Gobierno de Chile.

## Selección nacional
Debutó en la selección nacional en 1977. Cuando ya estaba comenzando su preparación, fue separado de la selección chilena por el entonces director técnico Caupolicán Peña por razones disciplinarias y luego en plena eliminatoria faltando el último partido, en que Chile debía jugar contra Perú en Lima, fue nuevamente llamado por el mismo entrenador y pudo jugar con la roja en la capital peruana. Chile fue derrotado por Perú por dos goles a cero y no se clasificó para la Copa Mundial de Fútbol de 1978 en Argentina.

#### Participaciones en Clasificatorias
| Eliminatorias                | País      | Resultado | Posición   | Partidos |
| ---------------------------- | --------- | --------- | ---------- | -------- |
| Eliminatorias Argentina 1978 | Argentina | Eliminado | 2º Grupo 3 | 1        |

### Participaciones en Copa América
| Copa              | Sede              | Resultado     | Partidos | Goles |
| ----------------- | ----------------- | ------------- | -------- | ----- |
| Copa América 1975 | Sin sede definida | Primera Ronda | 4        | 0     |

## Estadísticas

### Como jugador
| Club                                     | Div.          | Temporada     | Liga  | Liga  | Copas nacionales | Copas nacionales | Torneos internacionales | Torneos internacionales | Total | Total | Media goleadora |
| Club                                     | Div.          | Temporada     | Part. | Goles | Part.            | Goles            | Part.                   | Goles                   | Part. | Goles | Media goleadora |
| ---------------------------------------- | ------------- | ------------- | ----- | ----- | ---------------- | ---------------- | ----------------------- | ----------------------- | ----- | ----- | --------------- |
| Gimnasia y Esgrima de La Plata Argentina | 1.ª           | 1965          | 11    | 1     | —                | —                | —                       | —                       | 11    | 1     | 0,09            |
| Gimnasia y Esgrima de La Plata Argentina | 1.ª           | 1966          | —     | —     | —                | —                | —                       | —                       | 0     | 0     | 0,00            |
| Gimnasia y Esgrima de La Plata Argentina | 1.ª           | 1967          | 18    | 8     | —                | —                | —                       | —                       | 18    | 8     | 0,42            |
| Gimnasia y Esgrima de La Plata Argentina | 1.ª           | 1968          | 17    | 3     | —                | —                | —                       | —                       | 17    | 3     | 0,18            |
| Gimnasia y Esgrima de La Plata Argentina | Total club    | Total club    | 46    | 12    | 0                | 0                | 0                       | 0                       | 46    | 12    | 0,27            |
| Universidad de Chile · Chile             | 1.ª           | 1969          | 23    | 16    | 2                | 0                | —                       | —                       | 25    | 16    | 0,64            |
| Universidad de Chile · Chile             | 1.ª           | 1970          | 25    | 14    | —                | —                | 9                       | 0                       | 34    | 14    | 0,41            |
| Universidad de Chile · Chile             | 1.ª           | 1971          | 34    | 10    | —                | —                | —                       | —                       | 34    | 10    | 0,29            |
| Universidad de Chile · Chile             | 1.ª           | 1972          | 25    | 11    | —                | —                | 6                       | 2                       | 31    | 13    | 0,42            |
| Universidad de Chile · Chile             | 1.ª           | 1972          | 21    | 7     | —                | —                | —                       | —                       | 21    | 7     | 0,33            |
| Universidad de Chile · Chile             | 1.ª           | 1978          | 26    | 6     | —                | —                | —                       | —                       | 26    | 6     | 0,23            |
| Universidad de Chile · Chile             | Total club    | Total club    | 154   | 64    | 2                | 0                | 15                      | 2                       | 171   | 66    | 0,39            |
| Unión Española · Chile                   | 1.ª           | 1974          | 33    | 17    | —                | —                | —                       | —                       | 33    | 17    | 0,52            |
| Unión Española · Chile                   | 1.ª           | 1975          | 31    | 12    | ?                | 2                | ?                       | 1                       | 31    | 15    | 0,48            |
| Unión Española · Chile                   | Total club    | Total club    | 64    | 29    | ?                | 2                | ?                       | 1                       | 64    | 32    | 0,50            |
| Everton · Chile                          | 1.ª           | 1976          | 33    | 16    | —                | —                | —                       | —                       | 33    | 16    | 0,48            |
| Everton · Chile                          | 1.ª           | 1977          | 31    | 14    | —                | —                | —                       | —                       | 31    | 14    | 0,45            |
| Everton · Chile                          | 1.ª           | 1979          | 26    | 7     | —                | —                | —                       | —                       | 26    | 7     | 0,27            |
| Everton · Chile                          | 1.ª           | 1981          | 6     | 2     | —                | —                | —                       | —                       | 6     | 2     | 0,33            |
| Everton · Chile                          | Total club    | Total club    | 96    | 39    | 0                | 0                | 0                       | 0                       | 96    | 39    | 0,40            |
| Deportes Concepción · Chile              | 1.ª           | 1980          | 33    | 10    | —                | —                | —                       | —                       | 33    | 10    | 0,30            |
| Deportes Concepción · Chile              | Total club    | Total club    | 33    | 10    | 0                | 0                | 0                       | 0                       | 33    | 10    | 0,30            |
| Total carrera                            | Total carrera | Total carrera | 393   | 154   | 2                | 2                | 15                      | 3                       | 410   | 159   | 0,38            |
| 1. 2. 3.                                 |               |               |       |       |                  |                  |                         |                         |       |       |                 |

### Como entrenador
| Club           | País  | Año  |
| -------------- | ----- | ---- |
| Unión Española | Chile | 1996 |
| Cristo Salva   | Chile | 2001 |

## Palmarés

### Títulos locales
| Título               | Club                 | País  | Año  |
| -------------------- | -------------------- | ----- | ---- |
| Torneo Metropolitano | Universidad de Chile | Chile | 1969 |

### Títulos nacionales
| Título                   | Club                 | País  | Año  |
| ------------------------ | -------------------- | ----- | ---- |
| Copa Francisco Candelori | Universidad de Chile | Chile | 1969 |
| Primera División         | Universidad de Chile | Chile | 1969 |
| Primera División         | Unión Española       | Chile | 1975 |
| Primera División         | Everton              | Chile | 1976 |

### Distinciones individuales
| Distinción                                                                   | Año  |
| ---------------------------------------------------------------------------- | ---- |
| Top 3.⁰ máximo goleador extranjero de Universidad de Chile                   | 2014 |
| Incluido dentro de las 50 mejores figuras históricas de Universidad de Chile | 2016 |